# Berry Henson
Berry Henson  (Thousand Oaks, 4 juli 1979) is een Amerikaanse golfprofessional uit Californië.

## Professional
Henson werd in 2003 professional. Hij speelde in 2011 op de Aziatische PGA Tour waar hij in februari het Filipijns Open won. Hij stond in 2018 op nummer 312 van de wereldranglijst.

### Gewonnen
Aziatische Challenge Tour
- 2011: Clearwater Masters in Maleisië

Aziatische Tour
- 2011: Filipijns Open